# جيري آيرلادند
جيري آيرلادند (بالإنجليزية: Jerry Ireland)‏ (14 سبتمبر 1938 بتشستر في المملكة المتحدة - ) هو لاعب كرة قدم بريطاني في مركز مهاجم داخلي. لعب مع نادي تشستر سيتي ونادي ألترينتشام.